# Circulus vitiosus
Et system kan betegnes som circulus vitiosus ("forkert cirkel"; latin: vitiosus forkert, forfalsket) hvis de enkelte faktorer eller begivenheder virker forstærkende på hinanden således at situationen eller tilstanden bliver værre og værre, en slags nedadgående spiral eller ond cirkel.
Viktor E. Frankl (cand.med., PhD, 1905-1997) bruger udtrykket som en beskrivelse af det, der skaber neuroser.